# Антихович, Виктор Петрович
Ви́ктор Петро́вич Антихо́вич (5 апреля 1945, Энгельс, Саратовская область — 20 декабря 2021, Санкт-Петербург) — советский футболист, советский и российский тренер. Нападающий и полузащитник. Мастер спорта СССР (1968). Заслуженный тренер РСФСР (1991).

## Карьера

### Клубная
Начал заниматься футболом в СК «Нефтяник» (посёлок 116 км, Куйбышев). Первые тренеры — Анатолий Булатов и Виктор Александров. В 1963 году способного футболиста пригласили в дубль «Крыльев Советов», где он провёл два сезона под руководством Н. Зайцева. Не сумев попасть в основной состав, уехал в город Йошкар-Олу, где играл за местный «Спартак». В 1969 году вернулся в «Крылья Советов», но, не сумев закрепиться в основном составе, вновь уезжает в Йошкар-Олу. В 1971 году переходит в ростовский СКА. Уже в следующем году возвращается в йошкар-олинский «Спартак». Завершил карьеру игрока в 1976 году в казанском «Рубине».

### Тренерская
Антихович возглавил «Крылья Советов» в 1989 году, когда команда, вылетевшая в 1987 году из первой лиги, никак не могла вернуться назад. Сменив популярного Виктора Лукашенко, новый наставник куйбышевской команды столкнулся с недоверием среди болельщиков. Уже в первый год работы Антиховича в качестве главного тренера «Крылья Советов» выиграли зональный турнир второй лиги, но в первую пробиться не сумели, заняв лишь третье место в своей группе переходного турнира. В следующем, 1990 году куйбышевцы выступили не очень удачно, заняв лишь третье место в Центральной буферной зоне второй лиги. Зато в 1991 году «Крылья Советов» финишировали вторыми в той же Центральной зоне и завоевали право играть в первой лиге. Но из-за распада СССР следующий 1992 год команда провела уже в высшей лиге России. Три года потребовалось Антиховичу на создание команды, постепенно в каждом звене появились футболисты, игравшие стабильно и добротно: защитник Василий Жупиков, полузащитник Вячеслав Фомин, нападающий Дмитрий Иванов стали лидерами команды. Главный тренер поверил в нестабильного и часто ошибавшегося Владимира Филиппова и оказался прав, пригласил Рустяма Фахрутдинова, забившего в 1991 году 19 мячей.
В чемпионате 1992 года на первом этапе «Крылья Советов» не смогли пробиться в восьмёрку сильнейших, второй этап провели слабее, заняв 14-е место из 20. В 1993 году команда сохранила место в высшей лиге только в переходном турнире, это не удовлетворило попечителей клуба, и контракт с главным тренером продлевать не стали.
В 1994 году Антихович работал тренером в клубе «Текстильщик» (Камышин), игравшем в высшей лиге. В 1995 году тольяттинская «Лада» под руководством Антиховича заняла 2-е место в первой лиге, завоевав право играть в высшей. Впрочем, сам Антихович покинул команду и возглавил клуб «Нефтехимик» из Нижнекамска, выступавший в первой лиге. В 1996 году команда заняла 13-е место из 22, а в 1997 — 11-е, после чего Антихович вновь сменил команду. В 1998 году возглавлял команду «Носта» из Новотроицка, занявшую в том году 2-е место в Уральской зоне второй лиги.
В июне 1999 года Антихович пришёл в «Жемчужину» на смену Байдачному. Появившись в команде, он сумел сплотить коллектив, но добиться долгожданной победы так и не удавалось. После первого круга в команду были приглашены Максим Деменко, и Константин Коваленко, Рустам Мустафин, позже в команду придёт Пётр Хрустовский, а также оставшийся на полгода без футбола и принадлежащий «Торпедо» Дмитрий Градиленко. После усиления команда улучшила свои турнирные результаты, однако остаться в высшем дивизионе не смогла: за три тура до окончания чемпионата от спасительного четырнадцатого места её отделяло 3 очка, а результаты заключительных матчей (с «Ротором» дома — 2:2, «Ростсельмашем» в гостях — 1:2 и «Торпедо» дома — 1:1) не дали шансов сократить это отставание, и «Жемчужина» (после поражения в Ростове-на-Дону матч последнего тура с «Торпедо» уже ничего не решал) оказалась в первом дивизионе.
В 2000 году Антихович возглавил казанский «Рубин». В первом сезоне команда заняла третье место в первом дивизионе. Но уже в 2001 году «Рубин» опустился на 8-е место, после чего в нём сменился главный тренер.
Перед окончанием первого круга сезона-2003, несмотря на то, что «Луч-Энергия» (Владивосток) шёл на первом месте, главный тренер команды Журавлёв подал в отставку. Новым главным тренером стал Виктор Антихович, он привёл с собой целую группу новых игроков и тренеров. «Луч» смог занять первое место и выйти в Первый дивизион. В следующем сезоне задача была выйти в Премьер-лигу. Сезон для клуба оказался не очень удачным, и 21 июня, перед окончанием первого круга, Виктор Антихович был отправлен в отставку.
Перед сезоном 2011/12 возглавил южносахалинский «Сахалин», выступавший в зоне «Восток» второго дивизиона. 31 мая 2011 года расторг договор с клубом по семейным обстоятельствам.
С октября 2011 года — главный тренер клуба «Питер». С ходу сумел вывести команду во второй дивизион, где она заняла 14-е, последнее, место в зоне «Запад» и выбыла обратно в ЛФЛ. После этого покинул клуб.

## Достижения

### Достижения игрока
командные
Чемпионат Вооружённых Сил СССР
- серебряный призёр (1): 1971